# جيمس روذرفورد (سياسي)
جيمس روذرفورد (بالإنجليزية: James Rutherford)‏ هو سياسي نيوزلندي، ولد في 1825، وتوفي في 9 ديسمبر 1883. انتخب عضو مجلس النواب النيوزيلندي.